# Олтон (Мен)
Олтон (англ. Alton) — місто (англ. town) в США, в окрузі Пенобскот штату Мен. Населення — 829 осіб (2020).

## Демографія
Згідно з переписом 2010 року, у місті мешкало 890 осіб у 347 домогосподарствах у складі 240 родин. Було 385 помешкань
Расовий склад населення:
| - 97,5 % — білих - 1,3 % — корінних американців - 0,3 % — чорних або афроамериканців - 0,3 % — азіатів |

До двох чи більше рас належало 0,4 %. Частка іспаномовних становила 0,4 % від усіх жителів.
За віковим діапазоном населення розподілялося таким чином: 21,7 % — особи молодші 18 років, 66,6 % — особи у віці 18—64 років, 11,7 % — особи у віці 65 років та старші. Медіана віку мешканця становила 39,3 року. На 100 осіб жіночої статі у місті припадало 97,3 чоловіків;  на 100 жінок у віці від 18 років та старших — 94,7 чоловіків також старших 18 років.
Середній дохід на одне домашнє господарство  становив 67 803 долари США (медіана — 51 979), а середній дохід на одну сім'ю — 70 655 доларів (медіана — 62 500). Медіана доходів становила 55 500 доларів для чоловіків та 33 036 доларів для жінок. За межею бідності перебувало 9,8 % осіб, у тому числі 16,0 % дітей у віці до 18 років та 12,6 % осіб у віці 65 років та старших.
Цивільне працевлаштоване населення становило 458 осіб. Основні галузі зайнятості: освіта, охорона здоров'я та соціальна допомога — 27,9 %, роздрібна торгівля — 18,8 %, виробництво — 11,8 %, будівництво — 9,8 %.